# Josephine Fock

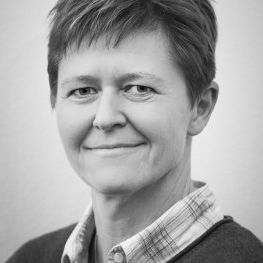
Josephine Fock (2014)

Josephine Fock (* 5. September 1965 in Aarhus) ist eine dänische Juristin und Politikerin der links-grünen Partei Alternativet. Von März bis November 2020 war sie die politische Vorsitzende der Partei.

## Leben
Fock studierte von 1987 bis 1993 Rechtswissenschaft an der Universität Aarhus. Anschließend arbeitete sie bis 1994 bei der Komponistenrechtsorganisation Koda, bevor sie bei der Psychologenvereinigung Dansk Psykolog Forenig tätig wurde. In der Zeit von 1996 bis 1999 war sie Chefberaterin bei der Akademikerorganisation Akademikernes Centralorganisation und danach bis 2007 Verhandlungschefin bei der Gewerkschaft für Krankenpfleger Dansk Sygeplejeråd sowie Sekretariatsleiterin beim Gewerkschaftsdachverband des Gesundheitswesen, dem Sundhedskartellet. Bis 2015 war sie schließlich Sekretariatsleiterin beim Verband der öffentlich Angestellten (Offentlige Ansattes Organisationer).
Am 27. November 2013 präsentierte Fock gemeinsam mit dem ehemaligen Kulturminister Uffe Elbæk die neu gegründete Partei Alternativet. Fock vertrat von Juni 2015 bis Oktober 2018 den Wahlkreis Ostjütland im Nationalparlament Folketing, nachdem ihre Partei bei der Wahl 2015 mit 4,8 Prozent der Stimmen Mandate gewinnen konnte. In dieser Zeit war sie die finanz- und rechtspolitische Sprecherin ihrer Partei sowie auch die für Ausländer, Integration und das Grundgesetz. Des Weiteren fungierte sie als Fraktionsvorsitzende der Alternativet. Nach ihrer Zeit im Parlament war sie von 2018 bis 2019 Direktorin der Flüchtlingshilfsorganisation Dansk Flygtningehjælp.
Nachdem es zu internen Streitigkeiten in der Partei gekommen war, gab Parteichef Uffe Elbæk im Dezember 2019 seinen Posten als Parteivorsitzenden ab und Fock kündigte an, für den Posten zu kandidieren. Am 1. Februar 2020 wurde sie auf einem Parteitag zur neuen politischen Leiterin der Partei gewählt. Dies hatte zur Folge, dass vier der fünf Alternativet-Abgeordneten im Folketing aus der Partei austraten und es zur Gründung der Partei Frie Grønne kam, zu der viele Alternativet-Anhänger überwechselten. Zu diesen Politikern gehörte auch der Alternativet-Parteigründer Elbæk. Lediglich Torsten Gejl blieb weiter in der Partei.
Am 14. November 2020 gab Fock bekannt, sich mit sofortiger Wirkung vom Posten als Vorsitzende zurückzuziehen. Sie begründete dies damit, dass es ihr nicht gelungen sei, die Partei zu einen.